# (26909) Lefschetz
(26909) Lefschetz est un astéroïde de la ceinture principale.

## Description
(26909) Lefschetz est un astéroïde de la ceinture principale. Il fut découvert le 24 avril 1996 à Prescott (Arizona) par Paul G. Comba. Il présente une orbite caractérisée par un demi-grand axe de 2,61 UA, une excentricité de 0,17 et une inclinaison de 12,2° par rapport à l'écliptique.
Il doit son nom au mathématicien Solomon Lefschetz.

## Compléments